# Gerardo Ruiz
Gerardo Daniel Ruiz Barragán (nació el 5 de septiembre de 1985 en la Ciudad de México), es un futbolista mexicano que se desempeña como Portero. Debutó en la Primera División de México con Jaguares de Chiapas y actualmente juega en la Liga de Expansión MX con el Tampico Madero.
Durante su carrera ha realizado 11 goles. Con el Atlante marcó 9 tantos durante la Temporada 2018-2019 y con Tlaxcala hizo 2 goles (1 en el Apertura 2022 y 1 en el Apertura 2023). 

## Trayectoria
Inició en las fuerzas básicas de los Potros de Hierro del Atlante; militó en la Tercera División de México con Atlante Tabasco y en la Liga de Ascenso de México con Real Colima y Atlante UTN.

### Atlante
Formó parte de los planteles que ganaron el Apertura 2007 y la Concacaf Liga Campeones 2008-09, además integró el equipo que acudió al Mundial de Clubes de la FIFA 2009, sin embargo no jugó en ninguna ocasión.

### Jaguares
De cara al Apertura 2010, es transferido a Jaguares de Chiapas. Debutó con los Naranjas el 26 de enero del 2011 en la Copa Libertadores 2011, enfrentando a Alianza Lima de Perú, en el Estadio Alejandro Villanueva y el 29 de enero del 2011, lo hizo en la Primera División de México enfrentando a Club Santos Laguna en el Estadio Víctor Manuel Reyna, en partido correspondiente a la Jornada 4 del Clausura 2011; el encuentro finalizó 1-2 a favor de los Alviverdes.  

### Atlante 2a etapa
En junio del 2012, regresó al Atlante, sin poder ser titular con el primer equipo y viendo acción solamente en algunos juegos de la Copa MX. Integró el plantel que perdió la categoría al concluir el Clausura 2014.   
En la Liga de Ascenso de México, recibió la titularidad del arco Azulgrana, teniendo actuaciones destacadas. En el Clausura 2015, el Atlante inició con paso importante y Ruiz mantuvo invicta su meta durante los primeros 4 juegos del torneo. 

### Querétaro
Para la Temporada 2019-2020, se unió a los Gallos Blancos del Querétaro en el Máximo circuito.

### Tlaxcala
El 19 de diciembre del 2021, los Coyotes de Tlaxcala de la División de Plata, anunciaron la incorporación de "Kampa" Ruíz para el Clausura 2022.

### Tampico Madero
El 12 de julio del 2024, la Jaiba Brava del Tampico Madero fue admitida en la Liga de Expansión de México y un día después, el club presentó a sus refuerzos para encarar la Temporada 2024-2025, entre ellos Gerardo Ruíz.

## Clubes
| Club                 | País   | Año       |
| -------------------- | ------ | --------- |
| Real de Colima       | México | 2007      |
| Atlante              | México | 2007-2010 |
| Atlante UTN (Cárnet) | México | 2009-2010 |
| Jaguares de Chiapas  | México | 2010-2012 |
| Atlante              | México | 2012-2019 |
| Querétaro            | México | 2019-2021 |
| Tlaxcala             | México | 2022-2024 |
| Tampico Madero       | México | 2024-Act. |

### Estadísticas
| Club                | Partidos | Goles recibidos |
| ------------------- | -------- | --------------- |
| Atlante UTN         | 4        | 7               |
| Jaguares de Chiapas | 5        | 8               |
| Atlante             | 190      | 228             |
| Querétaro           | 8        | 15              |
| Tlaxcala            | 73       | 109             |
| Tampico Madero      | 3        | 3               |

* Incluye: Liga MX, Copa Mx, Liga de Ascenso, Liga de Expansión y Libertadores. 

## Palmarés
Campeonato nacional
| Título        | Club    | País              |
| ------------- | ------- | ----------------- |
| Apertura 2007 | Atlante | Bandera de México |

Campeonato internacional
| Título             | Club    | País              |
| ------------------ | ------- | ----------------- |
| CONCACAF 2008-2009 | Atlante | Bandera de México |